# Unterbernbach
Unterbernbach ist ein Pfarrdorf und Ortsteil des Marktes Kühbach im Landkreis Aichach-Friedberg, der zum Regierungsbezirk Schwaben in Bayern gehört. Zur Gemarkung Unterbernbach gehören auch das Dorf Radersdorf Bahnhof und der Weiler Rettenbach.

## Geographie
Unterbernbach liegt im Donau-Isar-Hügelland und damit im unterbayerischen Hügelland, das zum Alpenvorland, einer der naturräumlichen Haupteinheiten Deutschlands, gehört.
Unterbernbach liegt vier Kilometer nördlich von Kühbach. Rettenbach liegt ca. 1 km nordwestlich, Radersdorf Bahnhof circa einen Kilometer südwestlich von Unterbernbach.
Radersdorf Bahnhof und Unterbernbach liegen im Tal der in südwestlich-nordöstlicher Richtung fließenden Paar. Östlich von Unterbernbach mündet der westlich von Haslangkreit entspringende Hackengraben als rechter Zufluss in die Paar. Südlich an Rettenbach vorbei und durch Unterbernbach fließt der südlich von Koppenzell entspringende Schreierbach, der dann nordöstlich von Unterbernbach als linker Zufluss in die Paar mündet.
An Radersdorf Bahnhof vorbei und durch Unterbernbach verläuft entlang des Paartales die Kreisstraße AIC 5 von Radersdorf zur Kreisgrenze, wo sie in die Kreisstraße ND 3 im Landkreis Neuburg-Schrobenhausen übergeht.
Radersdorf Bahnhof und Unterbernbach liegen an der Paartalbahn von Augsburg nach Ingolstadt mit dem Bahnhof Radersdorf und der Ausweichanschlussstelle des Sägewerks Heggenstaller Anton AG (seit 2005 Teil der Pfeifer Holding) in Unterbernbach, das einen eigenen Gleisanschluss besitzt.

## Geschichte
Die katholische Pfarrei Sankt Martin in Unterbernbach gehört zum Dekanat Aichach-Friedberg im Bistum Augsburg. Zur Pfarrei gehören auch noch die Ortschaften Radersdorf Bahnhof und Rettenbach.
Bis zum 1. Juli 1972 gehörte die Gemeinde Unterbernbach mit ihren Ortsteilen Unterbernbach, Radersdorf (Bahnhof), Reifersdorf, Rettenbach, Schönau und Taxberg zum oberbayerischen Landkreis Aichach und kam dann im Zuge der Gebietsreform in Bayern in den neugegründeten schwäbischen Landkreis Aichach-Friedberg. Bei der Auflösung der Gemeinde wurden am 1. Januar 1978 Unterbernbach, Rettenbach und Radersdorf in den Markt Kühbach eingegliedert, Reifersdorf, Schönau und Taxberg kamen zu Inchenhofen.

## Einwohner
Die 770 Einwohner (31. Oktober 2016) verteilen sich auf die Teilorte wie folgt:
- Unterbernbach 745
- Rettenbach 25

## Baudenkmäler
Siehe auch: Liste der Baudenkmäler in Unterbernbach
- Katholische Pfarrkirche St. Martin

## Bodendenkmäler
Siehe: Liste der Bodendenkmäler in Unterbernbach

## Persönlichkeiten
- Hanns Hamberger (* 1923 in Unterbernbach; † 2013 in Landsberg am Lech), CSU-Kommunalpolitiker, Oberbürgermeister von Landsberg am Lech von 1970 bis 1988, Kreisrat im Landkreis Landsberg am Lech von 1972 bis 2008.
- Victor Klemperer, jüdischer Literaturwissenschaftler, und seine Frau Eva, fanden im April/Mai 1945 Zuflucht in der Dekan-Moll-Straße 14.